# Граффити-сленг
В граффити существует собственная терминология, или так называемый жаргон граффити. Лексика сходится с американским английским языком и регионально выражена по-разному.

## #
3D-Style (3D-стиль)
В 3D-стиле контуры букв определяются только светлым и теневым оседанием. 3D-стиль установлен разработками DAIM (Гамбург), DELTA (Нидерланды) и ERNI (США), в то время, когда Writing становился всё более популярным во всем мире.

## A
Aerosol-Junkie (аэрозоль-наркоман, джанки (часто как намёк на постоянный запах краски)
Шутливое описание некоторых баллонов с краской.
All City King (король всего города)
Райтер, рисующий по всему городу, получивший за это славу.
Artistic cap (артистик кэп)
Колпачок к аэрозольному баллону, распыляющий краску таким образом, что линия с его помощью имеет нестандартную форму. В частности это может быть линия, похожая на след ширококонечного пера.
ätzen (травить, вытравливать)
см. Etching
ASI-Kante
Часть крыши на поезде, которая является отклоном на крышу, она редко или вообще никогда не чистится, и поэтому является очень популярной для граффити.

## B
Babu (господин)
Обращение к вокзальному полицейскому.
Background (задний план, фон)
Первоначально это был сплошной цвет, сегодня всё чаще встречается визуальные композиции, пейзажи или графически богатые элементы.
Backjump (переход назад)
Для работы с движущимся объектом за короткий период, нужно заходить в тупик (например, поезд на станции).
Backpiece (кусок спины)
На обратную сторону куртки пришивают покрашенный кусок ткани с целью идентификации.
Battle (баттл, битва, бой)
Художественный конкурс граффити между райтерами или командами. Победитель получает славу и обычно считается лучшим. Нейтральным судьёй является непричастная привлекаемая команда. Оценивается как приоритетный стиль, так и другие ориентированные формы битвы.
Bench (Bank) (скамья, лавка)
Первоначально, место встречи на станциях после прохождения крашеного поезда, для получения фотографии, обсуждения и обмена новостями, а иногда книгами. На встречах молодые многому учатся у более опытных.
bite (кусать)
Копирование, подражание или кража стиля или рисунка, иначе плагиат.
Biter (тот, кто кусает)
Тот, кто имитирует/копирует стили (см. biten). Они занимают в иерархии низший ранг (см. Toy).
Blackbook (чёрная книга)
Книга, которая используется для сбора одновременно чертежей и фотографий граффити. Другая форма — the Sketch Book — содержит только эскизы, и the Travel или guestbook, содержащий широко известные граффити. Нет четкого разграничения между этими формами, так, например, в чёрной книге могут быть собраны разные граффитисты.
Block(s) (препятствие)
Простой 3D-эффект, показываемый в виде пропасти, ущелья.
Blockbuster (блокбастер)
Большие, угловатые буквы.
Bombing (бомбёжка)
Быстрое, количественное, зачастую незаконное, нелегальное граффити. Часто применяется дорогостоящая краска (в основном, хром-чёрный)(см. также Quickpiece, Silverpiece, Throw-up)
Boss (шеф, босс)
Уполномоченный по профилактике производственного травматизма на предприятии.
Bubbles (пузырь)
Круговая область цвета. Часто расположена на Background или Fill-in.
Bubblestyle (пузырь-стиль)
Изображения, элементы которых состоят из круглых черт. Изобретателем этого стиля является PHASE2 из Нью-Йорка.
Buff (полировка)[исключительно английский]
Оригинальное название для химической очистки железнодорожных вагонов. Сегодня используется для генеральной очистки от граффити.
buff (англ. to buff — полировать)
Удаление граффити со стен или поездов.
Burner (распылитель)
Особенно успешные, удивительно хорошие участки (куски). Часто также расположены на особо благоприятных местах.
Bust (неудача)
Захват райтера полицией.

## C
Can (кэн, жестяная, металлическая банка)
Аэрозольный баллон.
Cap (колпачок)
Колпачок от аэрозольного баллона. Существуют различные типы крышек, которые различаются в основном по силе их распыления и в ширине линии на стене, например:
- - Fatcaps: широкая линия, используется для заливки фона букв или background'a
  - Skinnycaps, Skinnies: тонкая линия, для контуров
  - Softcaps: средней толщины линия,  для градиента.

Cargo (груз)
Товарный поезд.
Character (керек, кэрэк, характер, символ)
Часто мультяшные и комические фигурные представления в граффити. В Германии есть один знаменитый граффитист на эту тему — Can2 из Майнца. Американская Old School-Writer часто заимствует изображения комических персонажей художника Bodé.
Checker (тот, кто проверяет)
Ответственный за технику безопасности частной фирмы. Также человек, находящийся на месте распыления или полицейский, которые могут мешать рисованию на различных объектах.
Cloud (облако, туча)
В основном монохромный и одномерный фон куска (см. Background).
Comment (комментарий, замечание)
Комментарий, дополнение в образе рисунка, заявления или приветствия (Fuck Police, One Love World Wide etc.)
Concept Wall (концепция стены)
см. Mural
Corner (угол, перекрёсток)
Место встречи райтеров.
Covern (обложка)
Полная перекраска другого куска (см. going over)
Crew (крю, кру, команда, неформальная группа)
Объединение райтеров с целью рисовать вместе. Названия команд, как правило — сокращения с несколькими буквами, например, SUK (Stick up Kids), UA (United Artists).
Crossen
Уничтожение других изображений рисованием граффити, или зачеркивание.

## D
Destroyline/Terrorline/Damageline (Уничтожающая/Повреждающая/Страшная линия)
Длинная, сплошная линия, уничтожившая области работ или целые рисунки. Указывает на неуважение ("Disrespect") к художнику, чей образ был изображён ранее, или как знак недовольства недавно очищенной стены.
Diss/dissen (грубить, оскорблять)
Дискриминация в отношении кого-то, что сокращение (часто используется вне сцены).
Dose/Zotti (банка)
Аэрозольный баллон
Drip/Drop/Nase (капать/стекать/чутьё)
Подтекающая краска. Является частой ошибкой новичка.

## E
End to End (также «end2end» или «e2e» — непрерывной цепью)
Поезд, граффити на котором раскинуто по всей длине вагона, но не в полном объеме (не во всю высоту).
Etching (гравюра)
Используется токсичная плавиковая кислота.

## F
Fading (увядание, затухание)
Плавный переход между двумя цветами в изображении.
Fame (Ruhm — известность, слава)
Высокая репутация и популярность райтеров, цель и мотивация многих художников.
Family Couple (семейная пара)
Wholecar, состоящий из трёх полностью окрашенных локомотивов, соединённых вместе на железной дороге. В настоящее время встречается редко, так как поезда очень быстро очищают (см. также Married Couple).
Fill-in (заполнение)
Закрашивание букв, площади в пределах очертаний, либо одним цветом, например, хромом (см. Silverpiece), или разными цветами.
First Outline (первый набросок)
Первые линии, с которых будет идти построение изображения.
Flying Panel (быстрое панно)
Небольшие изображения в поезде, наносящиеся на окнах.
Flop/Floppy (висеть, болтаться)
Региональное название Throw-up
Flow (течь)
Определяет динамику и гармонию общего состава работы или даже потока цвета. Чтобы получить хороший ток в образе, как правило, много упражняться не приходится. Поток так же показывает уровень райтера. Но и стиль и чистота и другие факторы играют в этом не последнюю роль. Для блокбастера это достаточно тривиально, если вообще применимо. Поток не следует путать со Swing.
Freestyle (свободный стиль)
В куске Freestyle райтер работает без скетчей, эскизов и стилей.
Freight (фрахт)
см. Cargo
FSAL (фсал)
В русскоязычной граффити-сцене 2000-х означало подражание стилю известного граффити-художника Федора «Федюне» Фасладдина (Фасладдин->фасл->фсал). Например, «я вчера нафсаленый забомбил холтрейн» означает «я вчера разрисовал граффити весь поезд в стиле Федюни».

## G
Geisterbild (повторное, призрачное изображение)
Изображение после очистки (Buff), которое по-прежнему видны на стене.
getting up (деятельность, подъём)
Деятельность живописи (англ. to get up the name on a wall)
Редко употребляется в смысле улучшений в иерархии райтерства.
going over (переход, так же covern - охват)
Полное закрытие других изображений. В райтерстве нет приёмов и пользований в качестве средства, вреда другим райтерам (см. Crossen).

## H
Hall of Fame/Hall (Ruhmeshalle) (Зал славы)
Куски, на которых рисовать законно, и место, где райтер, прежде всего, рисует качественно. Такие места часто бывают скрытыми. Залы славы имеют традицию и служат местом встречи для райтеров. Если такие места известны многим райтерам, то их порой часто посещают райтеры со всего мира.
Highlights (яркий кусок, световой эффект)
Имитация отражения света, которая в основном показывается в виде пятен света, используемого при работе, чтобы выделить определённые точки куска.
High Lines (высокая линия)
Второй контур, который не опирается непосредственно на набросок, но расположен на расстоянии от рисунка.
Hit (хит, удар, успех)
Устаревшее название для тэга, которое сегодня вряд ли широко употребляется.
Hot Spot (опасный район)
Рисование в месте, требующем интенсивного движения при рисовании, с наличием большого числа прохожих, высокого уровня внимания.

## I
Ink (чернила)
Краска (обычно заправка для маркера)
Inlines (в линию)
Линии (в основном белые), которые идут вдоль внутреннего края и используются для придания изображению пластики.
Inside (внутри)
Тэг, Бомба или Кусок, нарисованные в замкнутом пространстве, например, внутри поездов.
Inside Bombing (бомбинг внутри)
Рисование Тэгов, Бомб и Кусков в поездах; то же, что и Inside-Piece.
Inside-Piece (кусок внутри)
Изображение в помещении, например, в поездах.

## J
Junkie-Cap/Needle-Cap (колпачок с иглой)
Колпачок с иголкой для рисования очень тонких линий.

## K
Kanne (бидон)
Ещё одно название баллона.
Karre (тележка)
Поезд, метро или трамвай.
killen (уничтожение)
Уничтожение (см. crossen) изображений райтера.
King (король)
Признание и уважение к выдающемуся райтеру, имеющему большую славу. Есть несколько подкатегорий, такие как "Король линий", "Король стиля" или "Король Бомбинга".
Kiste (ящик)
Поезд, метро или трамвай.
Kiste kicken (толкать коробку)
Разрисовать поезд, метро или трамвай.

## L
Lay-Up (вывод из строя)
Снятие с линии поезда для проведения очистки от краски с последующим возвращением на линию.
Line (линия, магистраль)
Железная дорога (железнодорожная линия).
Legende (легенда)
Райтер, которого каждый знает и уважает (например, РА, Seen, Cope2, T-Kid170 и др.). Они известны применением разных стилей и работами в разных местах.

## M
Maler (художник)
Сокращение для художников граффити.
malern
Исполнение работы с обычной заливкой, фоном выполненных валиками и/или кистями (см. "Streichbombing").
Marker/Stift/Tagger/
Фломастер для Тэгов (например Edding).
Married Couple (супружеская пара)
«Wholecar», состоящий из двух полностью раскрашенных с одной стороны вагонов, которые остаются вместе и не разделяются по дороге. Сегодня такое встречается редко, так как поезда действительно быстро чистятся. (см. «Family Couple»).
Masterpiece (шедевр)
Лучшая работа райтера; первоначально наименование для каждого «куска».
mullern
Другое слово для обозначения похода рисовать.
Mural/Concept Wall (Фреска/Концепция стены)
Роскошное, обширное творчество различных райтеров, которые раскрашивают стену картиной по определённой теме.

## N
Nase (нос)
Другое слово для обозначения "drip".
Newcomer (новоприбывший)
Райтер, хотя и в новом жанре, но на этапе Toy.

## O
Oneliner
Throw-Up или Tag, буквы которых пишутся одной линией без остановки.
One-Man-Wholecar
Наименование вагона поезда, который обрисовывается по всей длине, а также высоте отдельным райтером; наряду с этим имеется, например, One-Man-End2End
Outline (аутлайн, контур)
Непосредственное обрамление или контур отдельных букв. Далее есть Second-Outline (также упомянутая Frameline), обрамляющая весь почерк. Также аутлайн — простой нераскаршенный набросок (скетч).
Outliner
Кусок, состоящий только из Outline.
Overkill (выход за рамки)
Неконтролируемые выскакивания краски из баллона.

## P
Panel (панель)
Общее наименование для изображения на поезде под окнами. Первоначально это понятие обозначало только куски, которые были расположены между двумя дверями вагона как Window-down.
Piece (пис, кусок - сокращение от Masterpiece)
Собственно, наименование для роскошных, большей частью многоцветных и обширных граффити. Однако, часто это используется как общее наименование для картины. SUPERKOOL 223 в 1971 году отметил свою работу как первый Piece.
Policeline
Линия, которая рисуется баллоном или маркером в поездах или на стенах, во время побега райтера от полиции.

## Q
Quick/Quickpiece (проворно/быстрый кусок)
Быстро нарисованный кусок, оформленный немного накладно большей частью из-за недостатка времени. (см. Bombing, Throw-up).

## R
racken
Кража баллонов.
Respect
Признание чужих навыков (Skills) и произведений, а также других райтеров вообще.
rocken
Другой термин для обозначения рисования.

Rollup
Рисунок валиком (возможно с использованием телескопических стержней для увеличения высоты). 
Rolldown
Рисунок валиком, делающийся сверху вниз. Часто с крыши здания или моста.
Rooftop (крыша)
Граффити на карнизах.

## S
Second Outline
Обрамление Outline (опционально).
Schraffi/Schraffo
Кусок с очень грубым Fill-in (штрихом); применим в большинстве случаев для Bombings или Throw-ups
scouten (разведка)
Караул для другого райтера.
Scrapyard/Trashyard (свалка, лом)
Yard, где есть оставленные для лома бывшие вагоны.
Scratching/scratchen (Скрэтчинг/скрэтч)
Помещение Тэгов расцарапыванием гладких поверхностей (часто стекла) камнями, песчаной бумагой, ключами и др. или же специальными „Scratchern“.
Silverpiece
Картина из Outlines (часто чёрный цвет), и из названия, довольно часто встречается хромовое серебро.
Sketch (скетч)
Эскизы или быстрые идейные образцы на бумаге, например, в Blackbooks, могут быть также полностью цветными и очень роскошными.
Skills (навык)
Навыки в обращении с бумагой (стеной) и баллоном.
Sponge (губка)
"Губка" или "войлок", который носит цвет маркера.
Spot (Platz/Stelle) (место)
Определённо выбранные места, которые принадлежат работе
Spucki
Наименование для наклейки.
Sticker (стикер)
Наименование для наклейки. Большей частью используются почтовые марки, рекламные наклейки, так как они легко доступны; применяются преимущественно для распространения имени, так как можно помещать их быстро и всюду.
Streetbombing (уличная бомбёжка)
Работа на открытой улице.
Streichbombing/Rollerbombing
Это граффити, которое выполняется с помощью обычного цвета стены или лаковой краски. Эта техника позволяет с более незначительными издержками покрывать большие площади. Иногда имеет место Outlines.
Style (стиль)
Ключевое понятие райтинга. Это специальный вид работы, наличие характерной черты в работах райтеров. К этому определению так же принадлежит и наличие индивидуального вида букв, а также применение определённых стилевых элементов. Так и  возникает соответствующий райтеру, собственный стиль. Создавать хороший (и возможно, неповторимый) стиль считается желанной и наивысшей целью райтеров. Так же отдельные куски обозначаются как стиль.
Swing (качели)
Размах букв и взаимное движение всего куска.

## T
Tag [tæg] (тег, англ. tag — маркировка‚ ярлык‚ вывеска)
Подпись, которая представляет псевдоним райтера. Считается прототипом более развитого из этого куска. Такая подпись, размещённая под кусками, принимается за территориальную маркировку. Для размещения тэга наряду с баллоном часто используется водостойкий карандаш или маркер. Так же есть выцарапывание псевдонима (см. Scratching). Преимущественной целью является наличие хорошего и инновационного стиля, показа присутствия в городе, районе или местности. Из-за этого возникает вид культуры соревнования.
taggen
Исполнение тэгов (см. Tag).
Throw-up
Быстро нарисованный кусок, заполненный только скорой штриховкой или вовсе ничем не заполненный (см. Bombing, Quickpiece)
Top to Bottom (сверху вниз, так же „top2bottom“ или „t2b“)
Кусок на поезде, изображённый во всю высоту вагона поезда, но не всю длину (см. Wholecar).
Toy (той, безделушка, игрушка)
Термин для обозначения неопытного (плохого) райтера.
toyen
Работа или Тэг райтера с понятием toy или crossen.
Trainbombing/Trainwriting (Трейнбомбинг/Трейнрайтинг)
Общее наименование для рисования на поездах.
Train-Yard
см. Yard
Trasher
Отобранный вагон.
Trashyard
см. Scrapyard
Truck (Грузовик, вагон)
Граффити на грузовом автомобиле и транспортных средствах поставок, распространён преимущественно в крупных городах.
Turf
Округ, в котором активен один райтер/одна крю; первоначально наименование для ступенчатой области.

## U
Underground (Метрополитен)
Работа на грунте, например, в метро или на стенах в станциях метро

## W
wack (очень плохо‚ крайне плохо)
Название для плохих граффити или плохого райтера.
Wall of Fame
см. Hall of Fame
watchen (англ. to watch, смотрят, [на несколько] обращают внимание)
Окрестность или специфические объекты, не упускаемые из виду, во время работы.
Watchman/Watcher
Лицо, которое наблюдает, в то время как другие заняты работой.
Wholecar
Наименование для отдельного вагона поезда, раскрашенного в полную высоту и длину. В большинстве случаев это только сторона вагона. Большей частью над этим работает несколько райтеров. Wholecars находят высокое уважение на сцене райтерства. Для пассажиров и транспортных предприятий это не очень приятно, так как вагон внутри затемняется краской.
Wholetrain (холтрейн, состав)
Наименование для поезда, вагоны которого полностью раскрашивались сверху донизу. В противоположность Wholecar, Wholetrain существует из нескольких отдельных Wholecars. При Wholetrain все вагоны (по меньшей мере, на одной стороне) действительно должны быть раскрашены.
Wildstyle (дикий стиль)
Диким стилем обозначаются работы, которые строятся на весьма осложненных элементах. PHASE2 и DONDI считаются одними из первопроходцев этого стиля в Нью-Йорке. Сегодня Wildstyle часто настолько продуман, что даже опытные райтеры не сразу разберутся в них. Он осложняется, прежде всего, всевозможными дополнениями, элементами, а также многочисленными буквами.
Window-down
Работа на поезде, расположенная ниже окон.
wrecken (англ. to wreck — разбить, поломать)
Всевозможное использование почти пустых балонов.
Writing (райтинг, сокращение для Style-Writing или Graffiti-Writing)
Наименование для оформления художественным граффити как базовый элемент композиции.
Writer (райтер, писатель, художник)
Наименование для человека, практикующего Writing.

## Y
Yard/Train-Yard
Территория, на которой расположены поезда или электрички, большей частью подготовленные к чистке и обслуживанию.
Yardrain
Несколько райтеров, которые проникают (необязательно как группа) в "Yard" для своей работы.